# GBU-27 Paveway III
GBU-27 Paveway III — американська авіаційна бомба з лазерним наведенням, створена на базі GBU-24. Бомба була спеціально спроєктована для бомбардувальника-невидимки F-117 Nighthawk. Основне призначення GBU-27 — знищення сильно укріплених наземних цілей (бункери, підземні командні пункти) з безпечної відстані.